# K League 1 2022
La K League 1 2022 è la 40ª edizione della massima serie del campionato sudcoreano di calcio,  che si disputa a partire dal 19 febbraio 2022.
Il campione uscente, per l'ottava volta, è lo Jeonbuk Hyundai.

## Stagione

### Novità
Al termine della K League 1 2021 sono retrocesse il Gwangju ultimo classificato, mentre dalla K League 2 2021 sono stati promossi il Gimcheon Sangmu, vincitore della serie cadetta.

### Formula
Le 12 squadre si affrontano in un girone all'italiana con partite di andata e ritorno, più un ulteriore turno di andata, per un totale di 33 giornate. Al termine della stagione regolare, le squadre vengono divise in due gironi: le prime sei e le ultime sei. Nella fase finale le squadre si affrontano con partite di sola andata, per un totale di 5 giornate. In totale dunque vi sono 38 giornate.
La squadra prima classificata è dichiarata campione della Corea del Sud e insieme alla seconda classifica viene ammessa alla fase a gironi della AFC Champions League 2023-2024, mentre la terza accede alla fase play-off del torneo. L'ultima della classifica viene retrocessa in K League 2, mentre la penultima partecipa allo spareggio promozione/retrocessione.

## Squadre partecipanti
| Club                    | Città                 | Stadio                                      | Stagione precedente                               |
| ----------------------- | --------------------- | ------------------------------------------- | ------------------------------------------------- |
| Daegu FC                | Taegu                 | DGB Daegu Bank Park                         | 3º posto in K League 1                            |
| Gangwon FC              | Gangwon               | Stadio Chuncheon Song-am e Stadio Gangneung | 11º posto in K League 1(La vincente dei play-out) |
| Gimcheon Sangmu         | Gimcheon              | Stadio Gimcheon                             | Campione della K League 2                         |
| Incheon United          | Incheon               | Incheon Football Stadium                    | 8º posto in K League 1                            |
| Jeju United             | Jeju                  | Jeju World Cup Stadium                      | 4º posto in K League 1                            |
| Jeonbuk Hyundai Motors  | Jeolla Settentrionale | Jeonju World Cup Stadium                    | Campione della Corea del Sud                      |
| Pohang Steelers         | Pohang                | Pohang Steel Yard                           | 9º posto in K League 1                            |
| Seongnam FC             | Seongnam              | Tancheon Stadium                            | 10º posto in K League 1                           |
| FC Seoul                | Seul                  | Seoul World Cup Stadium                     | 7º posto in K League 1                            |
| Suwon Samsung Bluewings | Suwon                 | Suwon World Cup Stadium                     | 6º posto in K League 1                            |
| Suwon FC                | Suwon                 | Suwon Stadium                               | 5º posto in K League 1                            |
| Ulsan Hyundai           | Ulsan                 | Ulsan Munsu Football Stadium                | 2º posto in K League 1                            |

## Classifica
Fonte: sito ufficiale.
|                          | Pos. | Squadra         | Pt | G  | V  | N  | P  | GF | GS | DR  |
| ------------------------ | ---- | --------------- | -- | -- | -- | -- | -- | -- | -- | --- |
| Poule scudetto           |      |                 |    |    |    |    |    |    |    |     |
| Corea del Sud (bandiera) | 1.   | Ulsan HD        | 76 | 38 | 22 | 10 | 6  | 57 | 33 | +24 |
|                          | 2.   | Jeonbuk Hyundai | 73 | 38 | 21 | 10 | 7  | 56 | 36 | +20 |
|                          | 3.   | Pohang Steelers | 60 | 38 | 16 | 12 | 10 | 52 | 41 | +11 |
|                          | 4.   | Incheon Utd     | 54 | 38 | 13 | 15 | 10 | 46 | 42 | +4  |
|                          | 5.   | Jeju SK         | 52 | 38 | 14 | 10 | 14 | 52 | 50 | +2  |
|                          | 6.   | Gangwon         | 49 | 38 | 14 | 7  | 17 | 50 | 52 | -2  |
| Poule retrocessione      |      |                 |    |    |    |    |    |    |    |     |
|                          | 7.   | Suwon           | 48 | 38 | 13 | 9  | 16 | 56 | 63 | -7  |
|                          | 8.   | Daegu           | 46 | 38 | 10 | 16 | 12 | 52 | 59 | -7  |
|                          | 9.   | Seoul           | 46 | 38 | 11 | 13 | 14 | 43 | 47 | -4  |
|                          | 10.  | Suwon Bluewings | 44 | 38 | 11 | 11 | 16 | 44 | 49 | -5  |
|                          | 11.  | Sangmu          | 38 | 38 | 8  | 14 | 16 | 45 | 48 | -3  |
|                          | 12.  | Seongnam        | 30 | 38 | 7  | 9  | 22 | 37 | 70 | -33 |

Legenda:
      Campione di Corea del Sud e ammessa alla fase a gironi della  AFC Champions League 2023-2024
      Ammesse alla fase a gironi della AFC Champions League 2023-2024
      ammessa alle qualificazioni della AFC Champions League 2023-2024.
 Ammessa ai play-off promozione/retrocessione.
 Retrocessa in K League 2 2023.
Note:
Tre punti a vittoria, uno a pareggio, zero a sconfitta.
La classifica viene stilata secondo i seguenti criteri:
- Punti conquistati
- Reti totali realizzate
- Differenza reti generale
- Punti negli scontri diretti
- Differenza reti negli scontri diretti
- Reti realizzate negli scontri diretti
- Classifica fair-play
- Sorteggio

## Risultati

### Tabellone
Aggiornato al 22 ottobre 2022.

#### Giornate 1-22
|                         | DGU  | GWN  | GCS  | ICU  | JJU  | JHM  | PHS  | SNM  | SEL  | SSB  | SWN  | USH  |
| ----------------------- | ---- | ---- | ---- | ---- | ---- | ---- | ---- | ---- | ---- | ---- | ---- | ---- |
| Daegu                   | –––– | 3-0  | 1-0  | 1-2  | 1-0  | 1-1  | 2-2  | 3-1  | 0-2  | 3-0  | 0-0  | 1-1  |
| Gangwon                 | 2-0  | –––– | 3-2  | 0-1  | 4-2  | 1-2  | 1-1  | 2-0  | 1-0  | 1-1  | 0-2  | 1-3  |
| Gimcheon                | 1-1  | 1-0  | –––– | 0-1  | 4-0  | 1-2  | 3-2  | 1-1  | 2-0  | 1-1  | 0-1  | 0-2  |
| Incheon United          | 2-2  | 4-1  | 1-0  | –––– | 2-2  | 0-1  | 0-1  | 1-0  | 1-1  | 1-0  | 0-1  | 1-1  |
| Jeju United             | 0-0  | 0-0  | 3-1  | 2-1  | –––– | 2-0  | 0-3  | 3-2  | 2-2  | 0-0  | 0-0  | 1-2  |
| Jeonbuk Hyundai Motors  | 1-1  | 1-1  | 1-1  | 2-2  | 0-2  | –––– | 0-1  | 3-2  | 1-1  | 2-1  | 1-0  | 0-1  |
| Pohang Steelers         | 1-1  | 3-1  | 1-1  | 2-0  | 1-1  | 0-1  | –––– | 1-0  | 1-1  | 1-0  | 2-0  | 2-0  |
| Seongnam                | 1-1  | 0-2  | 0-3  | 0-1  | 1-2  | 0-4  | 1-4  | –––– | 0-0  | 2-2  | 2-2  | 0-2  |
| Seul                    | 2-1  | 2-2  | 2-2  | 1-1  | 1-2  | 0-1  | 1-0  | 0-1  | –––– | 2-0  | 3-1  | 1-2  |
| Suwon Samsung Bluewings | 1-1  | 2-2  | 2-1  | 0-0  | 0-1  | 0-1  | 1-1  | 1-0  | 0-1  | –––– | 1-0  | 1-0  |
| Suwon FC                | 4-3  | 2-4  | 3-2  | 2-2  | 1-3  | 0-1  | 1-0  | 3-4  | 4-3  | 3-0  | –––– | 1-2  |
| Ulsan Hyundai           | 3-1  | 2-1  | 0-0  | 2-2  | 1-0  | 1-3  | 2-0  | 0-0  | 2-1  | 2-1  | 2-1  | –––– |

#### Giornate 23-33
|                         | DGU  | GWN  | GCS  | ICU  | JJU  | JHM  | PHS  | SNM  | SEL  | SSB  | SWN  | USH  |
| ----------------------- | ---- | ---- | ---- | ---- | ---- | ---- | ---- | ---- | ---- | ---- | ---- | ---- |
| Daegu                   | –––– | –––– | 0-0  | 2-3  | –––– | 0-5  | –––– | 1-0  | 3-0  | 1-2  | –––– | –––– |
| Gangwon                 | 1-0  | –––– | 0-1  | –––– | 2-1  | 2-1  | –––– | –––– | –––– | –––– | 2-3  | –––– |
| Gimcheon                | –––– | –––– | –––– | 1-0  | 1-2  | 2-2  | 0-1  | –––– | 1-2  | –––– | –––– | 1-2  |
| Incheon United          | –––– | 0-1  | –––– | –––– | –––– | 3-1  | –––– | –––– | 2-0  | –––– | 1-1  | 0-0  |
| Jeju United             | 2-2  | –––– | –––– | 0-1  | –––– | –––– | 5-0  | 1-2  | –––– | 1-2  | –––– | 1-1  |
| Jeonbuk Hyundai Motors  | –––– | –––– | –––– | –––– | 1-0  | –––– | 2-2  | 1-0  | 0-0  | –––– | –––– | 1-1  |
| Pohang Steelers         | 4-1  | 2-1  | –––– | 1-1  | –––– | –––– | –––– | –––– | 1-2  | –––– | –––– | –––– |
| Seongnam                | –––– | 0-4  | 1-4  | 3-1  | –––– | –––– | 1-1  | –––– | –––– | –––– | 2-1  | 2-0  |
| Seul                    | –––– | 1-0  | –––– | –––– | 0-2  | –––– | –––– | 2-0  | –––– | 1-3  | 2-2  | –––– |
| Suwon Samsung Bluewings | –––– | 2-3  | 0-0  | 3-3  | –––– | 2-3  | 0-2  | 4-1  | –––– | –––– | –––– | –––– |
| Suwon FC                | 2-2  | –––– | 2-1  | –––– | 2-2  | 0-1  | 1-0  | –––– | –––– | 4-2  | –––– | –––– |
| Ulsan Hyundai           | 4-0  | 2-1  | –––– | –––– | –––– | –––– | 1-2  | –––– | 1-1  | 1-0  | 2-0  | –––– |

#### Giornate 34-38 (turno finale)
Finale A
|                        | GWN  | ICU  | JJU  | JHM  | PHS  | USH  |
| ---------------------- | ---- | ---- | ---- | ---- | ---- | ---- |
| Gangwon                | –––– | 0-0  | –––– | –––– | –––– | 1-2  |
| Incheon United         | –––– | –––– | 3-1  | –––– | 1-1  | 0-3  |
| Jeju United            | 1-2  | –––– | –––– | 1-2  | –––– | –––– |
| Jeonbuk Hyundai Motors | 1-0  | J38  | –––– | –––– | 3-1  | –––– |
| Pohang Steelers        | J38  | –––– | 1-2  | –––– | –––– | 1-1  |
| Ulsan Hyundai          | –––– | –––– | J38  | 2-1  | –––– | –––– |

Finale B
|                         | DGU  | GCS  | SNM  | SEL  | SSB  | SWN  |
| ----------------------- | ---- | ---- | ---- | ---- | ---- | ---- |
| Daegu                   | –––– | 1-1  | –––– | –––– | –––– | 2-1  |
| Gimcheon Sangmu         | –––– | –––– | 1-1  | –––– | 1-3  | –––– |
| Seongnam                | 4-4  | –––– | –––– | –––– | 0-2  | –––– |
| FC Seúl                 | 2-3  | 1-1  | 0-1  | –––– | –––– | –––– |
| Suwon Samsung Bluewings | 1-2  | –––– | –––– | 0-0  | –––– | 3-0  |
| Suwon FC                | –––– | 2-2  | 2-1  | 0-2  | –––– | –––– |

## Spareggio promozione-retrocessione
La 10ª classificata ha affrontato la vincente dei play-off di K League 2, La 11ª classificata ha affrontato la 2ª classificata di K League 2
|                         | Risultati  |                         | Luogo e data              |
| ----------------------- | ---------- | ----------------------- | ------------------------- |
| FC Anyang               | 0-0        | Suwon Samsung Bluewings | Anyang, 26 ottobre 2022   |
| Suwon Samsung Bluewings | 2(a.e.t.)1 | FC Anyang               | Suwon, 29 ottobre 2022    |
|                         |            |                         |                           |
| Daejeon Hana Citizen    | 2-1        | Gimcheon Sangmu         | Daejeon, 26 ottobre 2022  |
| Gimcheon Sangmu         | 0-4        | Daejeon Hana Citizen    | Gimcheon, 29 ottobre 2022 |
|                         |            |                         |                           |

## Statistiche

### Squadre

#### Capoliste solitarie
|     | ——  | ——       | ——       | ——       | ——       | ——       | ——       | ——       | ——       | ——       | ——       | ——       | ——       | ——       | ——       | ——       | ——       | ——       | ——       | ——       | ——       | ——       | ——       | ——       | ——       | ——       | ——       | ——       | ——       | ——       | ——       | ——       | ——       | ——       | ——       | ——       | ——       | —— |  |
| PHS | SEL | Ulsan HD | Ulsan HD | Ulsan HD | Ulsan HD | Ulsan HD | Ulsan HD | Ulsan HD | Ulsan HD | Ulsan HD | Ulsan HD | Ulsan HD | Ulsan HD | Ulsan HD | Ulsan HD | Ulsan HD | Ulsan HD | Ulsan HD | Ulsan HD | Ulsan HD | Ulsan HD | Ulsan HD | Ulsan HD | Ulsan HD | Ulsan HD | Ulsan HD | Ulsan HD | Ulsan HD | Ulsan HD | Ulsan HD | Ulsan HD | Ulsan HD | Ulsan HD | Ulsan HD | Ulsan HD | Ulsan HD | Ulsan HD |    |  |
|     |     |          |          |          |          |          |          |          |          |          |          |          |          |          |          |          |          |          |          |          |          |          |          |          |          |          |          |          |          |          |          |          |          |          |          |          |          |    |  |
|     |     |          |          |          |          |          |          |          |          |          |          |          |          |          |          |          |          |          |          |          |          |          |          |          |          |          |          |          |          |          |          |          |          |          |          |          |          |    |  |
| 1ª  | 2ª  | 3ª       | 4ª       | 5ª       | 6ª       | 7ª       | 8ª       | 9ª       | 10ª      | 11ª      | 12ª      | 13ª      | 14ª      | 15ª      | 16ª      | 17ª      | 18ª      | 19ª      | 20ª      | 21ª      | 22ª      | 23ª      | 24ª      | 25ª      | 26ª      | 27ª      | 28ª      | 29ª      | 30ª      | 31ª      | 32ª      | 33ª      | 34ª      | 35ª      | 36ª      | 37ª      | 38ª      |    |  |

### Classifica marcatori
Fonte: Sito ufficiale.
| Gol |  |  | Giocatore | Squadra |
| --- |  |  | --------- | ------- |